# Any Internacional de l'Astronomia
Coincidint amb el 400 aniversari de les primeres observacions astronòmiques realitzades amb telescopi de Galileo Galilei i la publicació de Johannes Kepler de l'Astronomia nova, l'any 2009 ha estat declarat Any Internacional de l'Astronomia (AIA 2009).
La proposta va ser realitzada per la Unió Astronòmica Internacional (UAI) i recolzada per la UNESCO - l'organisme de l'ONU responsables de política educativa, cultural i científica després d'una proposta oficial per part del Govern Italià. Finalment l'assemblea general de Nacions Unides va ratificar aquesta decisió el 19 de desembre de 2007. La Unió Astronòmica Internacional coordinarà l'Any Internacional de l'Astronomia el 2009. Aquesta iniciativa és una oportunitat per als habitants de la Terra per a endinsar-se en el paper de l'astronomia en l'enriquiment de les cultures humanes. Més encara, serà plataforma per a informar al públic sobre els últims descobriments astronòmics alhora que es fa èmfasi sobre el paper de la importància de l'astronomia en l'educació en ciències.

## Origen
El 1609, Galileo Galilei va apuntar per primera vegada el seu telescopi cap al firmament realitzant descobriments sorprenents per a l'època que van canviar la percepció del món per a sempre: muntanyes i cràters en la Lluna, una conjunt impressionant d'estrelles invisibles a l'ull humà, fases de Venus i els quatre majors satèl·lits de Júpiter. En el mateix any, Johannes Kepler va publicar el seu treball Astronomia nova on es descriuen les lleis fonamentals de la mecànica celeste. En l'actualitat l'astrofísica aborda l'explicació de com es formen els planetes i les estrelles, com neixen les galàxies i evolucionen, i quin és l'estructura a gran escala de l'Univers.

## Objectius de l'AIA 2009
L'any Internacional de l'Astronomia (AIA 2009) constitueix una celebració global de la contribucions de l'astronomia a la societat i la cultura. Entre els seus objectius principals es troba estimular en tot el món, no solament l'interès per l'astronomia, sinó el de la ciència en general, especialment entre la gent jove. L'IYA / AIA2009 és, davant tot, una activitat dels ciutadans del Planeta Terra, que transmet l'emoció del descobriment personal, el plaer de compartir els coneixements fonamentals sobre l'Univers i el nostre lloc en ell i, en última instància, el valor de la cultura científica.

## Organització de l'AIA 2009
Diversos comitès s'encarreguen actualment de supervisar la preparació de les activitats de l'AIA 2009, que s'estenen a nivell local, regional i nacional. Aquests comitès constitueixen una important col·laboració entre astrònoms professionals i afeccionats, centres productors de ciència i comunicadors d'aquesta. Els distints països duen a terme les seves pròpies iniciatives, així com l'avaluació de les seves pròpies necessitats nacionals, mentre que la UAI actua com coordinador i catalitzador a escala mundial.
Com a part del pla, la IYA/ AIA2009 també ajudarà a organitzacions del món en desenvolupament a prendre part en la celebració de l'AIA 2009 i en l'organització d'activitats. Aquesta iniciativa també té per objecte arribar als nens desfavorits econòmicament en tot el món i augmentar la seva comprensió del món.